# Huron-tó

A Nagy-tavak, kiemelve a Huron-tó

A Huron-tó egyike az észak-amerikai Nagy-tavaknak, Kanada Ontario tartományától nyugatra, az Amerikai Egyesült Államok Michigan tagállamától keletre. A világ harmadik legnagyobb édesvizű tava.

## Földrajza
A Nagy-tavak öt tagja közül a második legnagyobb területű, átlagos mélységét tekintve azonban csak a negyedik, víztérfogatában pedig a harmadik. Elhelyezkedése a tavak közt centrális: a Felső-tótól délkeletre, a Michigan-tótól keletre, az Erie-tótól északra és az Ontario-tótól északnyugatra.

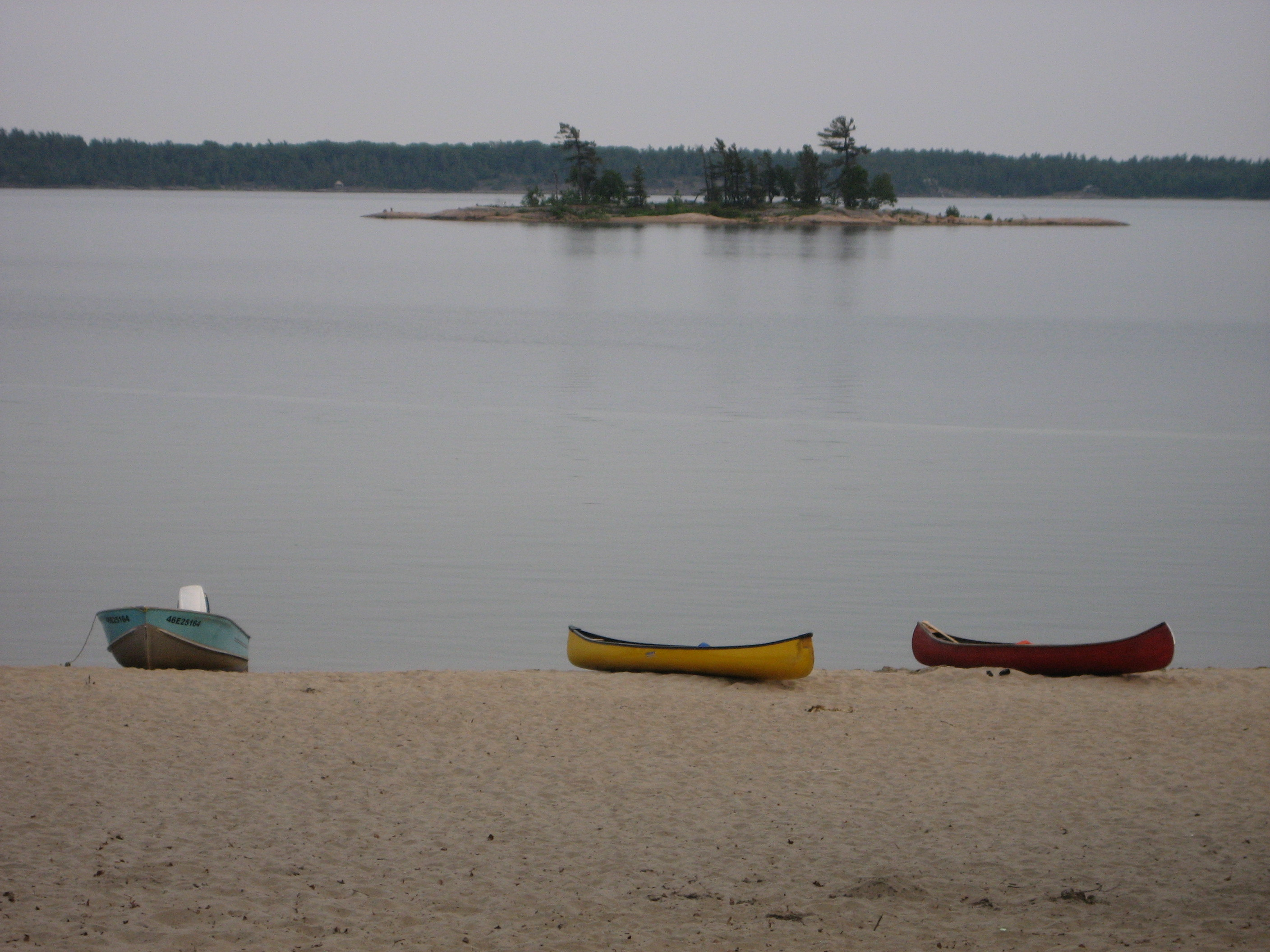
Kenuk a Huron-tó partján a Killbear Tartományi Parkban

Nevét a vidék korai francia felfedezőitől kapta az itt élő huron indiánokról.
Területe 59 596 km², partvonala 6157 kilométer hosszú, víztérfogata 3540 km³. Felülete 176 méterrel van a tengerszint felett. Átlagos mélysége 59, legnagyobb mélysége 229 méter. Hossza 332 kilométer, legnagyobb szélessége 245 kilométer.
A Huron-tó mellett elhelyezkedő jelentős városok:
- Michiganben: Bay City, Alpena, Rogers City, Cheboygan, St. Ignace és Port Huron.
- Ontarióban: Goderich és Sarnia.